# Шемет, Николай-Казимир
Николай-Казимир Шемет (пол. Mikołaj kazimierz Szemiot; также Шемета; точные даты жизни неизвестны, умер после 1674) — польско-литовский дворянин, военный деятель, мемуарист и исторический стихотворец XVII столетия, представитель литовского шляхетского рода Шеметов. 
В молодости служил у Вишневецких на территории Украины, затем был венденским подкоморием; в 1669 году стал депутатом сейма Вильно, в 1674 году был назначен подсудком жамойтским. Участвовал битвы под Ахматовом с татарами в составе войска князя Иеремии Вишневецкого в 1655 году.
Принимал участие во многих походах первой половины XVII столетия, которые описал как очевидец в своих стихотворениях. В печати появились только два его стихотворных произведения: «О przewažnych wojennych dziełach wielkiego rycerza księcia Jeremiego Michała Korybuta Wiśniowieckiego» и «Potrzeba Ochmatowska» (1644). В 1669 году составил первую родословную рода Вишневецких.